# Carlton E. Morse
Carlton E. Morse (ur. 4 czerwca 1901, zm. 24 maja 1993) – amerykański dziennikarz i osobowość radiowa.

## Wyróżnienia
Posiada swoją gwiazdę na Hollywoodzkiej Alei Gwiazd.